# ملعب هايبري (فليتود)
ملعب هايبري (بالإنجليزية: Highbury Stadium)‏ هو ملعب كرة قدم يقع في فليتود إنجلترا . اُفتُتح عام 1939 ، وتبلغ سعته 5,094 متفرجاً 